# Rolf Dahlgrün
Rolf Dahlgrün, né le 19 mai 1908 à Hanovre et décédé le 19 décembre 1969 à Hambourg, est un homme politique allemand membre du Parti libéral-démocrate (FDP).
Il est ministre fédéral des Finances d'Allemagne de l'Ouest de 1962 à 1966.

## Biographie
Après avoir obtenu son Abitur en 1928, il accomplit des études supérieures de droit, réussit son premier examen juridique d'État en 1931 et passe avec succès le second quatre ans plus tard. Il travaille ensuite comme juriste à Hanovre, avant d'être engagé en 1936 par la société Phoenix AG, installée à Hambourg-Harbourg et spécialisée dans les produits en caoutchouc. En 1937, il obtient un doctorat de droit.
Mort le 19 décembre 1969 dans l'arrondissement de Hamburg-Harburg, à l'âge de 61 ans, Rolf Dahlgrün avait été élu quelques semaines plus tôt président de la branche allemande du Fonds mondial pour la nature (WWF).

## Parcours politique
Il fait partie du Parti national-socialiste des travailleurs allemands (NSDAP) jusqu'en 1945, puis rejoint le Parti libéral-démocrate (FDP) en 1949. Quatre ans plus tard, il est élu au Bürgerschaft de Hambourg, et y siège pendant une législature de quatre ans. Il y préside la commission du Budget à partir de 1954.
En 1957, il est élu député de Hambourg au Bundestag, et prend la présidence de la commission parlementaire de l'Économie à la suite de sa réélection en 1961. Il représente par ailleurs, avec Gerhard Jahn, le Bundestag dans le contentieux l'opposant au Land de Rhénanie-du-Nord-Westphalie devant le Tribunal constitutionnel fédéral à propos d'une loi régionale sur le crédit.
Rolf Dahlgrün est nommé ministre fédéral des Finances d'Allemagne de l'Ouest lors d'un important remaniement de la coalition noire-jaune de Konrad Adenauer le 13 décembre 1962. Il est reconduit l'année suivante, lorsque le ministre fédéral de l'Économie Ludwig Erhard devient chancelier fédéral.
Le 28 octobre 1966, il démissionne avec l'ensemble des ministres du FDP pour signifier son opposition aux augmentations d'impôts décidées par la CDU/CSU, et retourne au Bundestag, où il siège jusqu'à sa mort, trois ans plus tard.